# Кипама
Кипама (исп. Quípama) — город и муниципалитет в центральной части Колумбии, на территории департамента Бояка. Входит в состав Западной провинции.

## История
Поселение, из которого позднее вырос город, было основано в 1558 году. Муниципалитет Кипама был выделен в отдельную административную единицу в 1986 году.

## Географическое положение

Муниципалитет Кипама

Город расположен в западной части департамента, в гористой местности Восточной Кордильеры, на расстоянии приблизительно 89 километров к западу от города Тунха, административного центра департамента. Абсолютная высота — 1276 метров над уровнем моря.
Муниципалитет Кипама граничит на севере с территорией муниципалитета Отанче, на востоке — с муниципалитетом Мусо, на юге — с муниципалитетом Ла-Виктория, на западе и юго-востоке — с территорией департамента Кундинамарка. Площадь муниципалитета составляет 182 км².

## Население
По данным Национального административного департамента статистики Колумбии, совокупная численность населения города и муниципалитета в 2015 году составляла 7874 человека.
Динамика численности населения муниципалитета по годам:
| 2005 | 2006 | 2007 | 2008 | 2009 | 2010 | 2011 | 2012 | 2013 | 2014 | 2015 |
| ---- | ---- | ---- | ---- | ---- | ---- | ---- | ---- | ---- | ---- | ---- |
| 8793 | 8725 | 8644 | 8555 | 8460 | 8362 | 8264 | 8166 | 8074 | 7965 | 7874 |

Согласно данным переписи 2005 года мужчины составляли 56,2 % от населения Кипамы, женщины — соответственно 43,8 %. В расовом отношении белые и метисы составляли 97 % от населения города; негры, мулаты и райсальцы — 3 %.
Уровень грамотности среди всего населения составлял 82,3 %.

## Экономика
Основу экономики Кипамы составляют добыча полезных ископаемых (преимущественно изумрудов) и сельское хозяйство.

55,7 % от общего числа городских и муниципальных предприятий составляют предприятия торговой сферы, 38,2 % — предприятия сферы обслуживания, 4,9 % — промышленные предприятия, 1,2 % — предприятия иных отраслей экономики.